# قرار مجلس الأمن التابع للأمم المتحدة رقم 1545
قرار مجلس الأمن التابع للأمم المتحدة رقم 1545، المتخذ بالإجماع في 21 أيار / مايو 2004، بعد التذكير بجميع القرارات المتعلقة بالحالة في بوروندي، ولا سيما القرار 1375 (2001)، أنشأ المجلس عملية الأمم المتحدة في بوروندي لتحقيق السلام والمصالحة الوطنية في البلاد.
وستحل عملية الأمم المتحدة محل بعثة الاتحاد الأفريقي في البلاد.

## القرار

### أعمال
وتصرف المجلس بموجب الفصل السابع من ميثاق الأمم المتحدة، فأذن بتشغيل عملية الأمم المتحدة في بوروندي لفترة أولية مدتها ستة أشهر، تبدأ في 1 حزيران / يونيو 2004. وسيرأسه الممثل الخاص للأمين العام، وستتألف من 650 5 من الأفراد العسكريين و120 من الشرطة. علاوة على ذلك، أُذن لها باستخدام جميع الوسائل اللازمة للوفاء بالولاية التالية:
- رصد أي انتهاكات لوقف إطلاق النار والتحقيق فيها؛
- تعزيز الثقة بين القوات البوروندية وجمع الأسلحة وتأمينها؛
- نزع سلاح المقاتلين وتسريحهم؛
- مراقبة تجميع القوات المسلحة وأسلحتها الثقيلة؛
- مراقبة تجارة الأسلحة غير المشروعة؛
- توفير ظروف آمنة لإيصال المساعدات الإنسانية وعودة اللاجئين؛
- توفير بيئة آمنة للعملية الانتخابية.
- حماية السكان من التهديدات الوشيكة؛
- حماية موظفي الأمم المتحدة ومرافقهم، وتنسيق جهود إزالة الألغام.

وكلفت عملية الأمم المتحدة في بوروندي أيضا بمساعدة الحكومة البوروندية من خلال مراقبة حدود البلد؛ إصلاحات مؤسسية؛ تدريب الجيش والشرطة؛ الأنشطة الانتخابية؛ إصلاح القضاء ونظام العقوبات؛ تعزيز حقوق الإنسان وحمايتها؛ بسط سلطة الدولة في جميع أنحاء البلاد؛ وإدارة البرنامج الوطني لنزع السلاح والتسريح وإعادة الدمج.
وطلب القرار من بوروندي إبرام اتفاق وضع القوات مع الأمين العام كوفي عنان في غضون 30 يومًا، ودُعيت جميع الأطراف للتعاون مع المهمة. وكان من الضروري أيضا أن تتاح لعملية الأمم المتحدة في بوروندي الوصول إلى القنوات العامة الفعالة مثل الإذاعة والتلفزيون والصحف لتعزيز عملية السلام ودور العملية في بوروندي. وفي غضون ذلك، تم حث الجهات المانحة على المساهمة في تنمية بوروندي على المدى الطويل.
وأخيرا، وجه المجلس العملية في بوروندي وبعثة الأمم المتحدة في جمهورية الكونغو الديمقراطية لتنسيق أنشطتهما وتبادل المعلومات العسكرية، ولا سيما فيما يتعلق بتحركات المتمردين والأسلحة. وطُلب من الأمين العام تقديم تقرير عن الحالة في بوروندي على فترات منتظمة.

## روابط خارجية
- نص القرار في undocs.org
- موقع أونوب